# Vicente do Rego Monteiro

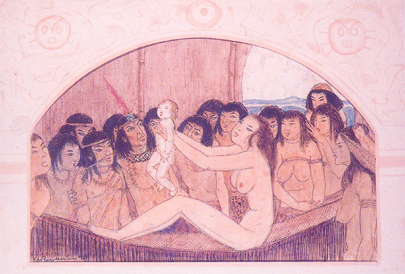
1921 Aquarel·la Maní Oca, naixement de Maní, per Vicente do Rego Monteiro.

Vicente do Rego Monteiro   (Recife, 19 de desembre de 1899 - Recife, 5 de juny de 1970) va ser un pintor, escultor i poeta brasiler. Va formar part de les activitats de la Setmana d'Art Modern i va ajudar a conformar l'últim modernisme brasiler.

## Biografia
Vicente do Rego Monteiro formava part d'una rica família pernambucana afincada a Recife. La seva mare era professora i el seu pare era un home de negocis. Va néixer el 19 de desembre de 1899. El 1911 va traslladar-se a París, en companyia de la seva germana gran. Va anar durant un temps a un curs a l'Académie Julian, així com en les acadèmies Colarossi i Gran Chaumiére. En aquestes acadèmies va establir estreta amistat amb modernistes parisencs. Amb talent precoç, el 1913 i 1914 va mostrar el seu art per primera vegada, participant en el Saló dels Artistes Independents (Salons des Indépendents), de la capital francesa. Va tornar al Brasil el 1917, compaginant la seva vida entre Rio de Janeiro i Recife. A Rio de Janeiro va esculpir un bust de Rui Barbosa i una maqueta del monument als herois de la revolució de 1817. L'any següent, Rego Monteiro va treballar en una sèrie de dibuixos inspirats per la ballarina Pavlova i va crear un ballet de llegendes indígenes de Brasil. Dos anys després, a Recife, va fer la seva primera mostra individual, presentada el 1920 i 1921 a Rio de Janeiro, São Paulo i Recife. Finalment, es va instal·lar a Recife després d'un infart.

## Carrera artística
Va crear un gran impacte en els moviments d'avantguarda brasilers, especialment després d'haver participat en la Setmana d'Art Modern de 1922 a São Paulo, que va desencadenar noves tendències en el moviment modernista brasiler. De 1922 a 1930 Vicente do Rego Monteiro es va associar amb la Galérie de Léonce Rosenberg, que va mostrar exposicions individuals.
Va il·lustrar dos llibres que representen l'art modern centrat en la cultura regional dels nadius brasilers i les seves tradicions; l'un, el 1923: Legendes, croyances et talismans des Indiens de l'Amazone i l'altre el 1925: Quelques Visages de Paris. A Vittel, Rego Monteiro es va centrar en temes religiosos, influenciats per Fernand Léger. Va haver-hi un incendi en el seu estudi que va destruir algunes de les seves obres, però després el 1928, Amédée Ozenfant va suggerir a Rego Monteiro fer un segon espectacle individual en la Galerie Bernheim Jeune.
Més tard va tornar a París fins al 1930. A París va produir algunes de les seves millors obres conegudes per la tensió entre l'universal i el vernacle, així com per la seva apropiació dels efectes cubistes. Retrataria llegendes, talismans i creences dels indis del riu Amazones; aquests temes es van mantenir a les seves obres durant la resta de la seva vida. També va desafiar en el seu art la manera com els artistes parisencs van retratar els indis com a "nobles salvatges" quan han estat el símbol venerat del republicanisme brasiler.
Rego Monteiro apostava per un enfocament autòcton i cosmopolita. Va viure i treballar a París, però es va inspirar dels nadius del Brasil. Va tenir el suport de la Maison de L'Amerique Latine i Revue de L'Amerique Latine mentre estava a París, juntament amb Pedro Figari, Joaquín Torres-García i alguns altres artistes.
L'any 1930 Rego Monteiro va promocionar exposicions d'art francès al Brasil. Tres anys més tard va tornar a casa, a Pernambuco, on va fundar una destil·leria d'aiguardent de canya de sucre (cachaça), va ensenyar durant un temps a la seva ciutat natal, va ser director el 1938 del diari Imprensa do Estado, i un any després, va establir la seva pròpia editorial anomenada Renovacão, que va durar de 1939 a 1942. L'objectiu de l'editorial era l'educació proletària després de l'Estado Novo de Getύlio Vargas. El 1941 Rego Monteiro va publicar els seus poemes de butxaca, la majoria dels quals van inspirar la poesia concreta en la dècada següent. Després va tornar a París on va publicar Cal·ligrames i va dissenyar portades per a La Presse à Bras; posteriorment, després de quedar debilitat per un nou atac de cor el 1955, va tornar al Brasil i va passar la resta de la seva vida ensenyant a l'Instituto Central de Arte da Universitat de Brasilia.

## Moviments artístics i significat
El modernisme es va trobar per primera vegada en obres d'escriptors i poetes com Oswald de Andrade i Mário de Andrade, que també formaven part de l'organització de la Setmana d'Art Modern. Es va iniciar per la transformació de São Paulo en el nou centre cultural urbà. São Paulo estava canviant ràpidament, l'elit viatjava sovint a Europa i portava les últimes idees estètiques i l'art contemporani, que es van estendre àmpliament en poc temps. L'art d'Anita Malfatti va ser l'impuls final per l'apogeu del modernisme brasiler.
L'art de Vicente do Rego Monteiro era conegut per la seva naturalesa basada en la identitat. Les seves obres es van centrar a mostrar la veritable identitat dels brasilers i van utilitzar els indígenes com a manera d'il·lustrar-la. Rego Monteiro va formar part d'un grup d'artistes centrat en el modernisme utilitzant les arrels natives anteriors a la colonització i les tradicions i històries culturals regionals. La Semana d'Art Modern va ser el punt d'inflexió del primer modernisme brasiler, i d'aquesta exposició van sorgir els manifests Pau-Brasil i Antropofagia.
El Pau-Brasil va ser el moviment on els artistes van intentar crear un art brasiler únic, únic com la seva fusta de paubrasilia. Allà l'art brasiler es va convertir i va mostrar la identitat brasilera que ells mateixos exportarien semblant a la seva fusta. Aviat va aparèixer l'Antropofagia. Durant segles altres països havien estat "consumint" el Brasil, ja sigui prenent la seva cultura per al seu propi art o fent servir la gent per al seu propi benefici. Els artistes brasilers volien recuperar la seva cultura i tenir el seu torn de "consumir" altres cultures. Els artistes anaven a Europa per aprendre el que els interessava, i després tornaven al Brasil per utilitzar els seus coneixements, transformant-los en el seu propi estil brasiler únic.
Vicente do Rego Monteiro també va utilitzar gravats en xilografia japonesa, modernisme, futurisme, art déco, art tribal africà, barroc mineiro i motius indígenes marajoaras - una tribu precolombina amb un avançat grau sociocultural, nascuda al Marajó.

## Estil
A principis de la dècada del 1920 va començar a desenvolupar el seu estil de "relleu" on les pintures semblaven escultures. Són bidimensionals i semblen tallats a la superfície. Moltes de les seves pintures en relleu eren de temàtica religiosa com A Crucifixão, que és una de les seves obres més famoses. A Crucifixão i A Descida da Cruz juntament amb diverses de les seves altres pintures religioses presenten figures que estan abandonades, de dol i plorant, el color de les pintures també és molt apagat; que és molt diferent de les seves ceràmiques de colors vius d'indígenes. Pel seu estil, la majoria de les seves obres de temàtica religiosa són semblants a la "decó melancòlica" d'Ivan Mestrović.
En els seus poemes, Rego Monteiro era molt capritxós amb forts matisos humorístics que es burlaven de la narrativa de viatges eurocèntrica tradicional. Sovint feia servir jeroglífics en els seus poemes com Légendes, i tendia a escriure en francès, tot i que amb una temàtica brasilera.

## Obres d'art
- "A Cobra Grande manda para a sua filha a noz de tucunã" (La serp gran envia a la seva filla la nou de tucunã)
- Presentada a la Setmana d'Art Modern:[11]
  - "Cabeça negra" (1922)
  - "Retrato de Ronald de Carvalho" (1921): expressionista
  - "Cabeças de Negras" (Caps de dones negres, 1920): Retrat impressionista de dones negres
  - Dues obres cubistes, ambdues titulades "Cubismo"
  - Dos amb temes brasilers, tots dos titulats "Lenda Brasileira" (Llegenda brasilera)
- "A Crucifixão" (La Crucifixió, 1922)
- "A Descida Da Cruz" (La baixada de la creu, 1924)
- "O Urso" (L'ós, 1925)
- "A caçada" (Caça, 1923)
- "O atirador d'arc" (l'arquer, 1925)
- "Maternidade Indigena" (1924)
- "A crucifixão" (1922)
- "Pietá" (1924)
- "Dona asseguda" (1924)
- "Guerreiro, vagalume, indiozinho montado" (Guerrer, cuc brillant i petit indi assegut, 1920)